# Clifford Hayes
Clifford Hayes (* um 1893 in Glasgow (Kentucky); † um 1955 in Ohio) war ein US-amerikanischer Blues- und Jazzviolinist und Leader der Louisville Stompers.
Hayes nahm mit Sara Martin (1924) auf und trat mit dem Banjospieler Cal Smith in Jugbands wie der Old Southern Jug Band, Clifford’s Louisville Jug Band, den Dixieland Jug Blowers (1926/27) und Hayes’ Louisville Stompers (1927–1929) auf. Bei seinen Aufnahmesessions für Okeh und Victor Records wirkten auch Johnny Dodds und Earl Hines (1929) mit. Clifford Hayes’ letzte Aufnahmen entstanden 1931.